# جريدة المال
جريدة المال هي جريدة اقتصادية مصرية يومية يتبعها بوابة إخبارية على الإنترنت وتقدم خدماتها الإخبارية في البورصة والشركات والاقتصاد والأسواق والبنوك والتأمين والنقل والاستثمار والاتصالات وتكنولوجيا المعلومات بالإضافة لتغطية للأخبار السياسية والأخبار المنوعة.
تأسست جريدة المال كجريدة أسبوعية مستقلة في 18 أغسطس 2002 وصدر عددها الأول في 16 مارس 2003 قبل أن تتحول إلى الإصدار اليومي في 14 يناير 2008، تعد بوابة المال الإخبارية هي منصة الأخبار الاقتصادية الأكبر في مصر، ويعمل بها أكثر من 130 بين صحفيين ومطورين ومصممين ومتخصصين في نشر الأخبار عبر وسائل التواصل الاجتماعي وذلك طوال الأسبوع على مدار اليوم.

## التاريخ
تم تأسيس الجريدة عام 2002 لتكون جريدة مستقلة متخصصة في مجال الاقتصاد وتقوم على تغطية إخبارية متميزة لكافة الاحداث الاقتصادية، بدأ حازم شريف وهو مؤسس الجريدة بجولة ترويجية لها في أواخر عام 2000، والتي استهدفت مساهمين من القطاع الخاص على مستويي الأفراد والشركات، وجرى تأسيسها كشركة مساهمة في 18 أغسطس 2002، وتم إصدار العدد الأول منها في 16 مارس 2003 كجريدة أسبوعية.
و تنفرد بتقديم أسعار الأسهم والشركات ومؤشرات البورصة واخبار البنوك والأسواق العالمية والمحلية، وأسعار العقارات في مصر وحول العالم، أسعار الذهب والخضروات والفاكهة كما تقوم بالتغطية الشاملة بأسعار العملة والصرف.
في أواخر عام 2005 تم تأسيس شركة «المال للمؤتمرات» كإحدى أذرع جريدة المال، نهاية عام 2006 بدأ الاستعداد لتحويل جريدة «المال» إلى يومية، وتم ذلك بالفعل من خلال إجراء زيادة في رأس المال، عبر أول عملية Leveraged Buyout في تاريخ الصحافة في المنطقة العربية، وذلك من خلال مشاركة إدارة الجريدة التنفيذية لصندوق «تنوير» المتخصص في مجال النشر، للاستحواذ على حصة أغلبية في الجريدة، وصدر أول عدد يومي بالفعل في 14 يناير 2008.
تم الاتفاق في أواخر عام 2012 على دمج العلامة التجارية لشركة «المال للمؤتمرات» مع العلامة التجارية "GTM" لتنظيم المؤتمرات في شركة واحدة، تحت اسم «المال - جي.تي.ام» للمؤتمرات، والتي أصبحت مملوكة الآن بالكامل لجريدة «المال».
في عام 2012 ساهمت «المال» في إعداد وتوفير المحتوى الاقتصادي، لبرنامج «مال مصر» على قناة «أون تي في» بصفة أسبوعية، والذي توقف لأسباب إنتاجية، وأصبحت العلامة التجارية له مملوكة لجريدة «المال».

## العاملون والنشاطات
يتجاوز إجمالي عدد العاملين بمؤسسة «المال» ما يزيد على 230 موظفا، وذلك بإضافة الأطقم الفنية والإنتاجية والتحريرية الخاصة بالجريدة، وأقسام وإدارات التسويق والإعلانات والاشتراكات والتوزيع والموارد البشرية والشؤون المالية والخدمات، وعمل بجريدة «المال» منذ تأسيسها في عام 2002 أكثر من 500 صحفي ويحتل عدد كبير منهم الآن مناصب قيادية في العديد من المطبوعات والمواقع والوكالات المتخصصة داخل وخارج مصر.
تقوم الجريدة أيضاً بنشاطات خيرية حيث قامت عام 2013 بالتبرع بنشر إعلان مجاني لصالح مستشفى 57357.